# Seis Naciones M20 2024
El Seis Naciones M20 de 2024 fue la decimosexta edición del torneo más importante de rugby en Europa para menores de 20 años.

## Equipos participantes
- Selección juvenil de rugby de Escocia (Escocia M20)
- Selección juvenil de rugby de Francia (Francia M20)
- Selección juvenil de rugby de Gales (Gales M20)
- Selección juvenil de rugby de Inglaterra (Inglaterra M20)
- Selección juvenil de rugby de Irlanda (Irlanda M20)
- Selección juvenil de rugby de Italia (Italia M20)

## Posiciones
| Pos. | Equipo     | Encuentros | Encuentros | Encuentros | Encuentros | Tantos  | Tantos    | Tantos     | Puntos Bonus | Puntos Totales |
| Pos. | Equipo     | jugados    | ganados    | empatados  | perdidos   | a favor | en contra | diferencia | Puntos Bonus | Puntos Totales |
| ---- | ---------- | ---------- | ---------- | ---------- | ---------- | ------- | --------- | ---------- | ------------ | -------------- |
| 1    | Inglaterra | 5          | 4          | 1          | 0          | 171     | 98        | +73        | 5            | 23             |
| 2    | Irlanda    | 5          | 4          | 1          | 0          | 171     | 93        | +78        | 4            | 22             |
| 3    | Francia    | 5          | 2          | 0          | 3          | 156     | 131       | +25        | 6            | 14             |
| 4    | Italia     | 5          | 2          | 0          | 3          | 118     | 120       | -2         | 2            | 10             |
| 5    | Gales      | 5          | 2          | 0          | 3          | 91      | 160       | -69        | 2            | 10             |
| 6    | Escocia    | 5          | 0          | 0          | 5          | 74      | 179       | -105       | 1            | 1              |

Nota: Se otorgan 4 puntos al equipo que gane un partido, 2 al que empate y 0 al que pierda
Puntos Bonus: 1 punto por convertir 4 tries o más en un partido y 1 al equipo que pierda por no más de 7 tantos de diferencia
3 puntos extras si un equipo logra el Gran Slam

## Resultados

### Primera fecha
| 2 de febrero | Italia | 11 - 36 | Inglaterra |  |  |

| 2 de febrero | Gales | 37 - 29 | Escocia |  |  |

| 3 de febrero | Francia | 31 - 37 | Irlanda |  |  |

### Segunda fecha
| 9 de febrero | Inglaterra | 28 - 7 | Gales |  |  |

| 9 de febrero | Irlanda | 23 - 22 | Italia |  |  |

| 10 de febrero | Escocia | 14 - 29 | Francia |  |  |

### Tercera fecha
| 23 de febrero | Irlanda | 43 - 8 | Gales |  |  |

| 23 de febrero | Escocia | 17 - 30 | Inglaterra |  |  |

| 23 de febrero | Francia | 20 - 23 | Italia |  |  |

### Cuarta fecha
| 7 de marzo | Gales | 7 - 45 | Francia |  |  |

| 8 de marzo | Italia | 47 - 14 | Escocia |  |  |

| 8 de marzo | Inglaterra | 67 - 17 | Irlanda |  |  |

### Quinta fecha
| 15 de marzo | Irlanda | 36 - 0 | Escocia |  |  |

| 15 de marzo | Gales | 27 - 15 | Italia |  |  |

| 15 de marzo | Francia | 31 - 45 | Inglaterra |  |  |

| Bandera de Inglaterra |
| Campeón Inglaterra    |
| Octavo título         |